# Branislav Stanić
Branislav Stanić (in serbo Бpaниcлaв Cтaнић?; Brus, 30 luglio 1988) è un ex calciatore serbo, di ruolo centrocampista.